# Statens råd för byggnadsforskning
Statens råd för byggnadsforskning, oftast kallat Byggforskningsrådet (BFR), var en tidigare svensk myndighet som verkade åren 1960–2000. BFR var ett forskningsråd som förmedlade finansiering till forskning inom byggande och samhällsplanering.
BFR bildades 1960 genom att Statens nämnd för byggnadsforskning, bildad 1942, delades upp i ett forskningsråd (BFR) och ett forskningsinstitut, Statens institut för byggnadsforskning.
I instruktionen för institutet sades att det ”bör företrädesvis inrikta sin verksamhet på sådana för utvecklingen inom byggnadsområdet väsentliga problem, vilka ej är föremål för uppmärksamhet från andra forskningsinstitutioner eller enskilda forskares sida’’. Föreståndaren för institutet var dåvarande docenten Lennart Holm som i en redogörelse efter en genomgång av möjliga sektorer gav följande framtida verksamhetsområden: samhällsplaneringen, husbyggnadsplaneringen, vvs-området, produktionstekniken och förvaltningen. Institutet skulle också söka former att systematiskt samla erfarenheter från byggnadsproduktion och byggnadsbestånd. En tredje uppgift för institutet vore att följa forskningen inom och utom landet och ”översätta” i tillämpbara anvisningar sådana resultat som skulle kunna komma till direkt användning eller vara inspiration för utvecklingsarbete.
Från 1 januari 2001 togs BFR:s uppgifter över av forskningsrådet Formas.